# Scénarios sur la drogue
Pour plus de détails, voir Fiche technique et Distribution.
Scénarios sur la drogue est un film français collectif sorti en 2000 avec la participation des vedettes (entre autres Valeria Bruni-Tedeschi, Chiara Mastroianni, Claude Jade, Sylvie Testud, Pierre Richard, Alicia Sportiello...)

## Fiche technique
- Titre français : Scénarios sur la drogue
- Réalisation : Plusieurs réalisateurs
- Scénario : Eric Ellena
- Production : 
  - Producteur(s) : Olivier Dougoud, Charles Gassot et Michel Propper
  - Producteur délégué : Bailey Pryor
- Pays de production :  France
- Langue originale : français
- Durée : 113 minutes
- Dates de sortie :
  - France : 16 mai 2000 (Festival de Cannes)
  - Allemagne : 21 février 2000
  - Ukraine : 12 octobre 2000 (Festival international du film de Kiev Molodist)

## Production
En 1999, le Centre régional d'information et de prévention du SIDA (CRIPS) d'Île-de-France lance un concours de scénarios sur la drogue. 3 600 sont retournés, parmi lesquels 24 sont tournés, par des réalisateurs chevronnés ou débutants (montage de 120 minutes). Douze d'entre eux sont sélectionnés par des associations de parents d'élèves pour faire l'objet d'une présentation au festival de Cannes 2000 (montage de 120 minutes).

## Épisodes

### Avalanche (4 min 15 s)
- « Tu vois, la dope c'est toi qui dois profiter d'elle et pas l'inverse… » Un couple croit pouvoir maîtriser sa consommation.
- Réalisé par Guillaume Canet et Jean-Christophe Pagnac, d'après une idée de Jean-René Dard, avec Lou Doillon, Vincent Darré, Francis Renaud et Jean-Louis Tribes.

### Cake (4 min 41 s)
- Une enfant confectionne, tout en se confiant à son nounours, un gâteau au chocolat, mais pas avec le chocolat de papa, "il dit que c'est pas pour les enfants"...
- Réalisé par Jean-Louis Tribes, d'après une idée de Aurore Patris, avec Sophie Mounicot, Nathalie Jolie

### C'est presque terrible (6 min 10 s)
- Emile et Fernand sont des paysans du Haut-Doubs. Autour de la table de cuisine, alors que Gilberte plume un poulet, ils discutent en buvant quelques verres de vin...
- Réalisé par Lionel Mougin, d'après une idée de Marc Picavez, avec Milo Brutillot, Michel Chays, Gilberte Boucard.

### Chienne de vie (4 min 09 s)
- Comment Agnès, une adolescente, en consultation chez son médecin qui lui conseille d'arrêter de fumer du cannabis, va retourner la situation...
- Réalisé par Henri-Paul Korchia, d'après une idée de Soraya Ben Mouffok, avec Bernard Azimuth, Audrey Bonnefoy, Christian Crevillent, Frédéric Paquier.

### Déçue (4 min 45 s)
- Michèle découvre dans la chambre en désordre de son fils une petite boîte renfermant de l'herbe, du papier et un joint. Bouleversée, Michèle se confie à Odile, une amie, qui lui propose de le fumer dès que Nicole les aura rejointes...
- Réalisé par Isabelle Dinelli, d'après une idée de Julie Tribollet, avec Eva Darlan, Valérie Benguigui, Laure Killing, Julien Peny.

### Dernière année (5 min 09 s)
- Afin de pouvoir tenir un rythme de travail infernal, une interne prend des amphétamines. Fiction documentaire sur son quotidien.
- Réalisé par Bernard Schoukroun et Fred Journet, d'après une idée de Jérôme Benoît, avec Laura Favali, Alicia Sportiello, Docteur Meynial, Michel Bonjour, Jacques Sandrars.

### Drugstore (4 min 54 s)
- Alice, éternelle indécise, rentre dans une drôle de boutique : ici on peut acheter n'importe quelle drogue. Le choix est grand, heureusement qu'une vendeuse est là pour la conseiller...
- Réalisé par Marion Vernoux, d'après une idée de Eric Ellena, avec Valeria Bruni Tedeschi, Chloé Mons, Marco Cherqui, Frédérique Revuz, Franck Demules.

### Exta-ordinaire (5 min 05 s)
- Chris et Elise se rendent à une soirée "rave" d'adolescents dans un pavillon. Pour paraître branché, Chris veut prendre un ecsta.
- Réalisé par Manuel Boursinhac, d'après une idée de Robin Gairaud avec Amandine Chauveau, Lorànt Deutsch, Rudi Rosenberg, Pierre Kaldfate.

### Hier, tu m'as dit demain (4 min 50 s)
- Eric quitte l'appartement où il vit avec Julie afin d'aller s'acheter sa dose. Sa carte bancaire est avalée, il braque une grand-mère...
- Réalisé par Vincent Pérez, d'après une idée de François Leray, avec Mathieu Delarive, Gisèle Calmy-Guyot, Frédérique Bauer.

### Jour de manque (4 min 31 s)
- Un garçon, en manque, vient réclamer de l'argent à ses grands-parents. Mais ils ne lui ouvrent pas la porte...
- Réalisé par Jean-Teddy Filippe, d'après une idée de David Bouttin avec Tara Römer, Manuel Bonnet, Henri Schmitt, Claude Vallère.

### Journée ordinaire (4 min 20 s)
- En prison, un jeune toxico lutte contre sa dépendance. Un combat difficile qui lui permet de se déclarer "dépendant mais abstinent depuis vingt-quatre jours".
- Réalisé par Françoise Huguier, d'après une idée de Nathalie Behague, avec Yannick Soulier.

### Kino (4 min 00 s)
- Kalif doit affronter Jason lors d'un match de boxe. Juste avant le combat, alors qu'il se rend dans les toilettes, Kalif entend quelqu'un sniffer. Jason en sort surpris et mal à l'aise...
- Réalisé par Alain Beigel, d'après une idée de Valdo Dos Santos, avec Abdel Allouach, Philippe Frécon, Jean-Michel Marnet, Marc Rubes, Alain Vinot.

### La famille médicament (4 min 25 s)
- Marianne est une jeune femme moderne, mère de quatre enfants âgés de 3 à 12 ans. Une journée comme les autres: à chaque petit tracas, une seule réponse, les médicaments...
- Réalisé par Étienne Chatiliez, d'après une idée de Hervé Perouze avec Nathalie Richard, Marvyn Pautasso, Hugo Naccache, Jonathan Reyes, Morgan Simon.

### La faute au vent (6 min 40 s)
- Une esplanade déserte, une jeune mère et son petit garçon de 4 ans... Elle a rendez-vous avec un dealer, il joue en l'attendant... La jeune femme n'a pas d'argent, elle insiste, elle est en manque, le dealer refuse... Elle se retrouve seule face à son fils.
- Réalisé par Emmanuelle Bercot, d'après une idée de Nadége Rolland avec Chiara Mastroianni, Jean-François Xavier Vlimant, Yves Verhoeven.

### La purée (5 min 53 s)
- Un jeune adolescent vient dîner chez ses grands-parents. Devant son assiette de purée, il est préoccupé, il a quelque chose d'important à leur dire... Mais comment en parler, comment vont-ils réagir?
- Réalisé par Seb et Simon, d'après une idée de Lelia Fremovici avec Darry Cowl, Sophie Hardy, Aurélien Wiik.

### La rampe (5 min 54 s)
- Une élégante quinquagénaire (Claude Jade) rentre chez elle. L'ascenseur étant occupé, elle prend les escaliers d'un pas hésitant, essayant de se dérober aux regards de ses voisins. Qu'essaie-t-elle de leur cacher?
- Réalisé par Santiago Otheguy, d'après une idée de Stéphane Olijnyk, avec Claude Jade, Jean Allain, Hugo Mayer, Cécile Bodis, Marianne Liechty.

### Le bistrot (4 min 58 s)
- Un bar-tabac dans la région niçoise, les habitués s'y retrouvent comme chaque matin. On discute de ses petits tracas... Un jeune homme s'assoit seul à une table.
- Réalisé par Georges Lautner, d'après une idée de Benoît Roux, avec Jacques Martial, Philippe Carta, Jacky Delory, Jean Franco, Alice Lautner.

### Les mots attendront (5 min 25 s)
- Dans un bus, des copines de lycée chahutent. Un homme entre dans le bus en titubant...
- Réalisé par Franck Chiche, d'après une idée de Béatrice Guéret avec Caroline Mouton, Pierre Richard, Alexandra Youanovitch, Carine Schraub, Marie Le Cam.

### Lucie (4 min 17 s)
- Lucie sort ce soir, elle est invitée à une fête. Après avoir quitté l'appartement, le répondeur se déclenche : "C'est maman..." Alors que celle-ci raconte ses petites histoires, Lucie se shoote.
- Réalisé par Guillaume Nicloux, d'après une idée de Sébastien Roch, avec Sylvie Testud, Yves Verhoeven, Juliette Meyniac, Julie Messéan, Nicolas Simon, Thibault Rossigneux, Olivier Mazan, Anne Charrier, Stéphane Cottin, Samir Guesmi.

### Papa was a Rolling Stone (4 min 29 s)
- Un père accuse son fils de prendre des ecstas qu'il a trouvés dans la poche de son blouson.
- Réalisé par Jean Bocheux, d'après une idée de Nadjeda Mohamed, Hassina Belkacem et Naïma Righi avec Jérémie Lippmann, Jean-Louis Tribes, Morgane Keo Kasal.

### Quand j'étais petit (4 min 10 s)
- À travers le regard d'un enfant, la drogue et ses représentations, traitées de manière surréaliste.
- Réalisé par Arnaud Sélignac, d'après une idée de Gilles Romele avec Antoine du Merle, Michèle Garcia, Pascal Daubias, Julie Urtado-Guiraud.

### Speed ball (6 min 40 s)
- Renaud est commercial dans une entreprise de pièces détachées dans l'aéronautique. Il veut réussir, être le meilleur. Une seule solution, la cocaïne... Conditionné par le système, il faut toujours faire mieux... Jusqu'où peut-on aller?
- Réalisé par Laurent Bouhnik, d'après une idée de Sandra Stadeli, avec Manuel Blanc, Valérie Stroh, Enrico Mattaroccia, Jean-Pierre Jacovella, Jean-Claude Tran, Alexandre Pottier, Franck Gourlat.

### Tube du jour (4 min 09 s)
- Alice est une petite fille très seule. De retour de l'école, elle doit non seulement s'occuper d'elle, mais aussi de sa maman.
- Réalisé par Diane Bertrand, d'après une idée de Monelle Baude avec Arianne Mallet, Laurence Côte, Clio Lellouche.

### T'en as (3 min 11 s)
- On peut acheter de tout sur un marché... Un dealer à la rencontre de ses clients...
- Réalisé par Antoine de Caunes, d'après une idée de Jacques Dangoin, avec Alexis Smolen, Carmel O'Driscoll, Enrico Mattaroccia, Anne Fassio, Vincent Lecœur.

## Autour du film
Deux ans plus tard, en 2001, la même opération est lancée à destination des Antilles (Martinique et Guadeloupe). 800 scénarios sont reçus, donnant naissance à un film de quatre courts métrages : Scénarios pour la drogue aux Antilles.